# Alexander von Swaine
Alexander Denis Robert Freiherr von Swaine (* 28. Dezember 1905 in München; † 21. Februar 1990 in Cuernavaca) war ein deutscher Tänzer, Choreograf und Tanzpädagoge.

## Leben und Wirken
Alexander von Swaines Eltern waren Carl Alexander Freiherr von Swaine und dessen Gattin, die Gräfin Alice Laurence de Rougemont von Neuenburg, Thun, Bern, Grandson und Burton. 1908 erbte Alexander von Swaine im Alter von knapp vier Jahren Schloss Schadau, das sein Vater für ihn verwaltete und 1917, durch den Ersten Weltkrieg in finanzielle Schwierigkeiten geraten, verkaufen musste. Nach dem frühen Tod der Mutter wuchs von Swaine in einem Pensionat in Potsdam auf. Er interessierte sich seit seiner Kindheit für das Tanzen und für die Theaterwelt. Nach dem Abitur studierte er in den 1920er Jahren bei dem Laban-Schüler Botjo Markoff in Potsdam modernen Tanz und vier Jahre lang bei Eugenia Eduardowa in Berlin klassischen Tanz. Er trat zuerst in Aufführungen der Eduardowa-Schule auf. 
Seinen ersten solistischen Erfolg feierte er 1930 bei Max Reinhardt im Sommernachtstraum, wirkte bei ihm tänzerisch und choreographisch auch in Der Diener zweier Herren und Hoffmanns Erzählungen mit und begann seine Laufbahn als Podiumstänzer 1931. Im folgenden Jahr vertiefte er seine Ausbildung im klassischen Tanz bei der Cecchetti-Lehrerin Margaret Craske in London. Feste Theaterengagements als Solotänzer hatte er 1933 an der Städtischen Oper Berlin und 1935 an der Staatsoper Berlin. In den 1930er Jahren unternahm er viele erfolgreiche Gastspielreisen, auch ins Ausland, meist mit Tanzpartnerinnen wie Alice Uhlen, Darja Collin und Rosalia Chladek. Gelegentlich wirkte er in Filmen (u. a. mit Marika Rökk) als Tänzer mit. 1939 eröffnete er in Batavia eine Ballettschule. Er wurde 1940 nach dem Einmarsch deutscher Truppen in den Niederlanden als feindlicher Ausländer inhaftiert und lebte jahrelang in den unterschiedlichsten Internierungslagern, zuletzt in Dehradun.
Im Jahr 1947 aus der Kriegsgefangenschaft entlassen und nach Deutschland zurückgekehrt, fand er bei dem ebenfalls gerade aus der Kriegsgefangenschaft zurückgekehrten und am Theater Heidelberg als Ballettmeister beginnenden Karl Bergeest ein Engagement als Solotänzer. Erste Solistin war die aus den USA zurückgekehrte Tänzerin Lisa Czóbel, Solistin der Ballets Jooss. Mit ihr zusammen ging von Swaine von 1949 bis 1965 auf Welttourneen, die beider Ruf festigten, zu den bedeutendsten Vertretern des europäischen modernen Tanzes dieser Zeit zu gehören. Gleichzeitig traten beide in den Choreographien von Karl Bergeest an den Stadttheatern auf, an denen er nacheinander als Ballettmeister engagiert war: ab 1949 in Heidelberg, von 1951 bis 1956 in Köln und bis 1958 in Freiburg.
Nach dem Ende der gemeinsamen Tourneen mit Lisa Czobel 1965 lebte Alexander von Swaine bis zu seinem Tod in der Stadt Cuernavaca in Mexiko. Er verdiente sich seinen Lebensunterhalt dort als Tanzpädagoge. Alexander von Swaines Nachlass wird im Deutschen Tanzarchiv Köln aufbewahrt.

## Würdigungen
- „Als einer der profiliertesten und ausdrucksstärksten deutschen Tänzer seiner Zeit war er nicht nur ein exzellenter Techniker, sondern auch außerordentlich vielseitig.“ Reclams Ballett Lexikon (Horst Koegler)
- Swaine was one of the most versatile and technically brilliant dancers of his time. The peaks of his artistic career in Europe were in the 1930s and the 1950s. The most striking feature of his dance style was his ability to fascinate with his expressive power in both classical and modern dance. International Encyclopedia of Dance (Hedwig Müller)
- „Die Kritiker überboten sich in Superlativen, verglichen ihn mit Harald Kreutzberg oder Vaslav Nijinsky - und gaben meist von Swaine den Vorzug.“ Alexander von Swaine, tanzende Feuerseele (Ralf Stabel)

## Ehrungen
- 1961: Tanzpreis des Verbandes der Deutschen Kritiker (zusammen mit Lisa Czobel)